# Đuro Stipetić
Đuro (Gjuro) Stipetić (Sušak, danas dio Rijeke, 9. rujna 1876. – Zagreb, 17. veljače 1946.), hrvatski inženjer strojarstva i rektor Sveučilišta u Zagrebu.

## Životopis
Diplomirao je na Strojarskom odjelu Visoke tehničke škole u Beču 1899. Početkom 1900. stupio je kao inženjer u Austrougarsku ratnu mornaricu, u kojoj je bio referent brodogradnje u Ministarstvu rata u Beču, te upravitelj brodograđevnih radionica i suhih dokova u pulskom Arsenalu. Istupivši iz službe 1911. postao je upraviteljem odjela za ratne brodove brodogradilišta u Monfalconeu (tamo mu se 1913. rodio sin Đuro, kasnije također brodograđevni inženjer), a od početka 1914. i tehnički direktor cijeloga brodogradilišta. Pod njegovom su se upravom i prema njegovim nacrtima gradili ratni i drugi brodovi, te podmornice. Obnova i rekonstrukcija u ratu razorenoga brodogradilišta Monfalcone provedena je po Stipetićevu projektu na osnovi tada najsuvremenijih načela brodograđevne tehnologije.
Od 1920. bio je zaposlen kao redoviti profesor na Tehničkoj visokoj školi u Zagrebu, gdje je, posvetivši se nastavi, bio suosnivač Brodograđevnog odjela te uveo kolegije elementi broda, osnivanje trgovačkih brodova, osnivanje ratnih brodova, uprava i pogon tvornica. Bio je rektor te škole u dva mandata (1921./22. i 1925./26.), prvi dekan Tehničkoga fakulteta (1926.), a bio je i rektor Sveučilišta u Zagrebu (1933. – 1935.). U okviru svoje javne djelatnosti organizirao je Hrvatsko sveučilišno društvo, podigao Hrvatsku akademsku menzu i astronomski paviljon u Maksimiru. Kao predsjednik Društva inženjera pokrenuo je i proveo gradnju Inženjerskoga doma u Zagrebu. Bio je starješina izviđačke organizacije u Hrvatskoj u razdoblju između 1926. i 1941.
Novouspostavljena komunistička vlast osudila ga je u Zagrebu 1945. na smrtnu kaznu te je strijeljan u veljači 1946. Nema podataka o mjestu izvršenja presude i grobu. Time je Đuro Stipetić jedini rektor Svečilišta u Zagrebu osuđen na smrtnu kaznu.

## Vanjske poveznice
- Đuro Stipetić Hrvatska tehnička enciklopedija, portal hrvatske tehničke baštine. LZMK